# Giorgi Kandelaki
Giorgi Kandelaki (grúzul: გიორგი კანდელაკი; Gori, Grúz SZSZK, 1974. április 10. –) világ- és Európa-bajnok grúz ökölvívó.

## Amatőr eredményei
- 1993-ban Európa-bajnok nehézsúlyban.
- 1993-ban ezüstérmes a világbajnokságon nehézsúlyban. A döntőben a kubai Félix Savóntól szenvedett vereséget.
- 1996-ban az olimpián már a negyeddöntőben kikapott a későbbi aranyérmes Félix Savóntól.
- 1997-ben világbajnok szupernehézsúlyban.

## Profi karrier
24 profi mérkőzését mind megnyerte (bár komoly ellenféllel nem találkozott), és veretlenül vonult vissza 2003-ban.